# Kees Krijgh (labdarúgó, 1950)
Kees Krijgh (’s-Hertogenbosch, 1950. február 13. –) válogatott holland labdarúgó, hátvéd.

## Pályafutása

### Klubcsapatban
1969–70-ben a N.E.C., 1970–71-ben a De Graafschap, 1971–72-ben a Den Bosch, 1972 és 1979 között a PSV Eindhoven, 1979 és 1981 között a belga Cercle Brugge, 1981 és 1984 között a Willem II labdarúgója volt. A PSV-vel három holland bajnoki címet és két kupagyőzelmet ért el. Tagja volt az 1977–78-as idényben UEFA-kupa-győztes együttesnek.

### A válogatottban
1975-ben két alkalommal szerepelt a holland válogatottban.

## Családja
Nagybátyja, Kees Krijgh (1921–2007) labdarúgó, aki részt vett az 1948-as londoni olimpián.

## Sikerei, díjai
PSV Eindhoven
- Holland bajnokság
  - bajnok (3): 1974–75, 1975–76, 1977–78
- Holland kupa
  - győztes (2): 1974, 1976
- UEFA-kupa
  - győztes: 1977–78

## Statisztika

### Mérkőzései a holland válogatottban
| Hollandia | Hollandia          | Hollandia                    | Hollandia   | Hollandia | Hollandia     | Hollandia    | Hollandia | Hollandia |
| #         | Dátum              | Helyszín                     | Hazai       | Eredmény  | Vendég        | Kiírás       | Gólok     | Esemény   |
| --------- | ------------------ | ---------------------------- | ----------- | --------- | ------------- | ------------ | --------- | --------- |
| 1.        | 1975. október 15.  | Amszterdam, Olimpiai Stadion | Hollandia   | 3 – 0     | Lengyelország | Eb-selejtező | -         |           |
| 2.        | 1975. november 22. | Róma, Olimpiai Stadion       | Olaszország | 1 – 0     | Hollandia     | Eb-selejtező | -         |           |
|           | Összesen           |                              |             | 2         | mérkőzés      |              | 0         | gól       |